# Pueblo Nuevo, Las Minas
Pueblo Nuevo är en ort i Mexiko.   Den ligger i kommunen Las Minas och delstaten Veracruz, i den sydöstra delen av landet, 210 km öster om huvudstaden Mexico City. Pueblo Nuevo ligger 2 097 meter över havet och antalet invånare är 223.
Terrängen runt Pueblo Nuevo är kuperad åt sydväst, men åt nordost är den bergig. Runt Pueblo Nuevo är det ganska tätbefolkat, med 108 invånare per kvadratkilometer. Närmaste större samhälle är Atzalan, 12,9 km nordväst om Pueblo Nuevo. I omgivningarna runt Pueblo Nuevo växer i huvudsak blandskog.